# Антисъветизъм
Антисъветизмът е система от възгледи, доктринално обединени като опозиция, и само донякъде като алтернатива на съветската комунистическа система, вън и вътре в СССР.
Антисъветизмът варира от призиви на несъгласие към съветския строй вътре в СССР, към организирана антисъветска опозиция вън от страна към всяко действие на съветския режим с последващо осъждане изцяло на провежданата съветска политика. Първата организирана опозиция към възникналата Съветска Русия е махновщината и белогвардейското движение, което в гражданската война в Русия не получава нужната подкрепа от страната на Антантата, въпреки външно декларираната такава.